# Xã Marietta, Quận Marshall, Iowa
Xã Marietta (tiếng Anh: Marietta Township) là một xã thuộc quận Marshall, tiểu bang Iowa, Hoa Kỳ. Năm 2010, dân số của xã này là 368 người.